# Tour de Poitou-Charentes 2015
El Tour de Poitou-Charentes 2015, 29a edició del Tour de Poitou-Charentes, es disputà entre el 25 i el 28 d'agost de 2015 sobre un recorregut de 701,3 km repartits quatre etapes, una d'elles dividida en dos sectors. L'inici de la cursa fou a Rochefort, mentre el final fou a Poitiers. La cursa formava part del calendari de l'UCI Europa Tour 2015, amb una categoria 2.1.
El vencedor final fou l'alemany Tony Martin (Etixx-Quick Step), amb 37 segons sobre l'italià Adriano Malori (Movistar Team) i 38 sobre l'espanyol Jonathan Castroviejo (Movistar Team). En les altres classificacions Matteo Trentin (Etixx-Quick Step), vencedor de dues etapes, guanyà la classificació dels punts, Rudy Kowalski (Roubaix Lille Métropole) fou el millor en la muntanya, Petr Vakoč (Etixx-Quick Step) el millor jove i el Movistar Team el millor equip.

## Equips
L'organització convidà a prendre part en la cursa a sis equips World Tour, set equips continentals professionals i cinc equips continentals:
- equips World Tour: AG2R La Mondiale, Etixx-Quick Step, FDJ, Team LottoNL-Jumbo, Movistar Team, Team Sky
- equips continentals professionals: Team Europcar, Bretagne-Séché Environnement, Cofidis, Southeast, MTN Qhubeka, Wanty-Groupe Gobert, Cult Energy
- equips continentals: Auber 93, La Pomme Marseille 13, Roubaix Lille Métropole, Armée de Terre, Wallonie-Bruxelles

## Etapes
| Etapa | Data       | Recorregut                      |                           | Km    | Vencedor d'etapa     | Líder de la general | Ref.  |
| ----- | ---------- | ------------------------------- | ------------------------- | ----- | -------------------- | ------------------- | ----- |
| 1a    | 25 d'agost | Rochefort – Barbezieux          | Etapa plana               | 187,0 | Arnaud Gérard (FRA)  | Arnaud Gérard (FRA) | [ 1 ] |
| 2a    | 26 d'agost | Blanzac-Porcheresse – La Crèche | Etapa plana               | 194,7 | Matteo Trentin (ITA) | Arnaud Gérard (FRA) | [ 2 ] |
| 3a A  | 27 d'agost | Monts-sur-Guesnes – Loudun      | Etapa plana               | 98,6  | Marc Sarreau (FRA)   | Sep Vanmarcke (BEL) | [ 3 ] |
| 3a B  | 27 d'agost | Monts-sur-Guesnes – Loudun      | contrarellotge individual | 23,2  | Adriano Malori (ITA) | Tony Martin (GER)   | [ 4 ] |
| 4a    | 28 d'agost | Gourgé – Poitiers               | Etapa plana               | 197,8 | Matteo Trentin (ITA) | Tony Martin (GER)   | [ 5 ] |

## Classificació final
|    | Ciclista                      | Equip              | Temps       |
| -- | ----------------------------- | ------------------ | ----------- |
| 1  | Tony Martin (GER)             | Etixx-Quick Step   | 16h 48' 46" |
| 2  | Adriano Malori (ITA)          | Movistar Team      | + 37"       |
| 3  | Jonathan Castroviejo (ESP)    | Movistar Team      | + 38"       |
| 4  | Sep Vanmarcke (BEL)           | Team LottoNL-Jumbo | + 40"       |
| 5  | Rasmus Christian Quaade (DEN) | Cult Energy        | + 45"       |
| 6  | Jos van Emden (NED)           | Team LottoNL-Jumbo | + 1' 06"    |
| 7  | Petr Vakoč (CZE)              | Etixx-Quick Step   | + 1' 07"    |
| 8  | Wouter Poels (BEL)            | Team Sky           | + 1' 18"    |
| 9  | Johan Le Bon (FRA)            | FDJ                | + 1' 29"    |
| 10 | Paul Martens (GER)            | Team LottoNL-Jumbo | + 1' 29"    |